# 豬口力平
豬口力平（日语：／ Inoguchi Rikihei，1903年10月17日—1983年7月13日），出生于日本鸟取县，第二次世界大戰期間進入大日本帝國海軍服役，官拜海军大佐。豬口乃是「神风特攻队」的命名者，战后變更姓名为詫間力平。

## 经历

### 加入海军
1903年10月17日出生于日本鸟取县鳥取市，其兄猪口敏平，同样服役于日本海军，官至海军中将，1924年7月24日卒業于日海軍兵学校第52期,大和级战列舰二号舰武藏号最后舰长。1925年12月晋升少尉昇進，1927年12月晋升中尉，1930年12月晋升大尉。1931年11月从砲術学校高等科卒業，担任「伊勢号」戦艦分隊長。1932年12月在海軍兵学校担任教官，1934年11月1日成为海軍大学校甲種学生第34期的学生，两年后的1936年11月26日从海軍大学校卒業，同年12月昇進为少佐。
之后担任「鬼怒号」軽型巡洋舰砲術長。1937年3月任第5戦隊参謀。1937年12月任「磐手号」海防艦副砲長。1939年2月任海軍兵学校教官。1940年10月任第7戦隊参謀。1941年10月晋升海軍中佐，任职人事局第1課員。1944年2月担任第153航空隊司令。1944年7月担任第23航空戦隊参謀。

### 神风特攻隊
1944年8月担任第1航空艦隊首席参謀，1944年10月晋升大佐。1944年10月19日，豬口于时任中将的大西瀧治郎和二〇一空副長玉井浅一中佐商议建立一个以飞机为主力的航空特别行动队。
豬口力平对海軍兵学校出身的士兵特别中意，因此让關行男担任指揮官。之后便将神風特別攻撃隊的名字交予大西瀧治郎中将审议通过。10月20日根据大西瀧治郎的指示对外公布该名称，特別攻撃隊正式成立。豬口力平称神風两字的来自于乡间一个叫做「神風流」的道场。
起初由豬口力平亲自担任特攻隊的指導，1944年10月27日第一航空艦隊于第二航空艦隊合并为連合基地航空隊，豬口負責隊員的特訓官。1944年11月19日同大西瀧治郎中將一起向政府要求撥款300架飛機，後來中央批下來150架零式戦斗機來進行特攻訓練。
1945年3月担任第10航空艦隊参謀，1945年5月担任鈴鹿航空隊司令，1945年8月担任軍令部員。戰後改名为。

## 著作
《神風特別攻撃隊記録》，和中島正共同编著，雪華社，1963年初版，1984年改訂版，ISBN 4-7928-0210-5。

## 內部連結
- 特別攻擊隊